# Centrocorinidius cinnabarinus
Centrocorinidius cinnabarinus es una especie de coleóptero de la familia Attelabidae.

## Distribución geográfica
Habita en Filipinas.